# Mockumentary
Mockumentary eller mockumentar (et portmanteau af mock og documentary, undladet "doc") er en pseudo-dokumentarisk genre, der er karakteriseret  ved at være udformet som dokumentarisme, skønt der er tale om fiktion.
De første fiktive dokumentarer var radio-udsendelser, eksempelvis Orson Welles' radiohørespil War of the Worlds (1938), men i dag er genren først og fremmest forbundet med film og tv.
Mockumentaries overlapper ofte med andre genrer, fx er Aftenlandet både mockumentary og science fiction. 
| Fjernsyn | Spire Denne artikel om et tv-program er en spire som bør udbygges. Du er velkommen til at hjælpe Wikipedia ved at udvide den. |